# Брайнгар, Клод Стаут
Клод Стаут Брайнгар (англ. Claude Stout Brinegar; 16 декабря 1926, Рокпорт, штат Калифорния, США — 13 марта 2009, Пало-Алто, штат Калифорния, США) — американский бизнесмен и государственный деятель, министр транспорта США (1973—1975).

## Биография
С 1945 по 1947 гг. служил в ВВС Армии США. В 1950 г. получил (с особым отличием) степень бакалавра экономики Стэнфордского университета. В 1951 г. получает степень магистра математики и статистики, а в 1953 г. — докторскую степень в экономических исследованиях. В Стэнфорде он был членом студенческого братства Phi Beta Kappa. Во время обучения он работал научным сотрудником в научно-исследовательском институте пищевых продуктов в Стэнфорде, а также экономическим советником Emporium-Capwell Corporation в Сан-Франциско.
В 1953 г. начал работу в качестве бизнес-аналитика в Union Oil Company. Его карьера развивалась последовательно и в 1965 г. он был назначен вице-президентом компании по корпоративному планированию.  После слияния с Pure Oil Company в том же году он становится президентом нефтяного сегмента объединенной компании. Он также стал  старшим вице-президентом, членом совета директоров и исполнительного комитета Union Oil.
В феврале 1973 г. он был назначен на должность в министра транспорта в администрации Ричарда Никсона. После его отставки Никсона сохранил свой пост в кабинете Джеральда Форда. Инициировал ряд реформ, которые привели к закрытию нескольких железнодорожных компаний на северо-востоке США, стремился к возрождению федеральной программы по развитию шоссейных автомобильных дорог. 1 февраля 1975 г. ушел в отставку, поле того как президент Форд заявил, что намерен добиваться своего переизбрания, поскольку не стремился продолжить работу в новом кабинете.
Он вернулся в руководство Union Oil. В 1980 г. на некоторое время вернулся в политику, когда возглавил переходную команду республиканцев в министерстве транспорта после победы на выборах Рональда Рейгана. Затем работал в правлении железнодорожной компании Conrail.